# Abilene, Kansas
Abilene är en stad i Dickinson County i delstaten Kansas, USA. Abilene är administrativ huvudort (county seat) i Dickson County. Vid folkräkningen 2010 hade staden 6 844 invånare.
Dwight D. Eisenhower bodde i staden som ung pojke och Eisenhower Presidential Center återfinns i staden.